# William Lisle Bowles
William Lisle Bowles, född 24 september 1762 i Kings Sutton, död 7 april 1850, var en brittisk poet.
Bowles utgav 1789 ett häfte Fourteen sonnets, som genom sin fördjupade uppfattning av naturens skönhet gjorde ett djupt intryck bland annat på den unge Samuel Taylor Coleridge.